# Мелекабаде-Хаммамли
Мелекабаде-Хаммамли (перс. ملك ابادحمام لو‎) или Мелекабад— село на севере Ирана, в остане Альборз. Входит в состав шахрестана Саводжболаг. Является частью дехестана (сельского округа) Чехарденге бахша Чехарбаг.

## География
Село находится в южной части Альборза, к югу от хребта Эльбурс, на расстоянии приблизительно 2 километров к западу от Кереджа, административного центра провинции. Абсолютная высота — 1276 метров над уровнем моря.

## Население
По данным переписи 2006 года население села составляло 15 296 человек (7954 мужчины и 7342 женщины). В Мелекабаде-Хаммамли насчитывалось 3717 семей. Уровень грамотности населения составлял 71,08 %. Уровень грамотности среди мужчин составлял 74,1 %, среди женщин — 67,82 %.